# 摂津峡
摂津峡（せっつきょう）は、大阪府高槻市を流れる芥川上流に広がる渓谷。府の名勝（1938年指定）。

## 概要
北摂随一の景勝地とされ、約4kmにわたって夫婦岩、八畳岩などの奇岩、断崖、滝などが続いている。この風景を日本三大奇景の一つ耶馬渓に例えて「摂津耶馬渓」の別称があり、府指定名勝のほか関西自然に親しむ風景100選・大阪みどりの百選等に選定され保護されている。また、［大阪ミュージアム構想］登録物でもある。
渓谷および西岸は、高槻市が管理する風致公園「摂津峡公園」で、開設は1956年、面積は42.65ヘクタールである。
また摂津峡はサクラや紅葉の名所として広く知られる、3000本のソメイヨシノ・寒緋桜・しだれざくら・荘川桜が植えられている下の口の摂津峡桜公園では毎年4月上旬に「摂津峡さくらまつり」が開催される。その他、園内には47都道府県の樹木を集めた樹木教材園などがある。

## ハイキングコース
- 渓谷コース - 所要時間40分、渓流沿いのコース 【毎年6月中旬〜7月の初旬には蛍が綺麗な光を放つ】
- 中腹自然林コース - 所要時間45分、もみじ谷、クヌギ谷、白滝、中腹展望台などがある林間のコース
- スカイラインハイキングコース - 所要時間は45分、キャンプ場と紅葉・バリアフリーなコース
- 階段コース - 所要時間は20分、階段コース展望台。生駒山などが一望できたり、紅葉のシーズンはWもみじでも人気のあるコース

## 散策スポット

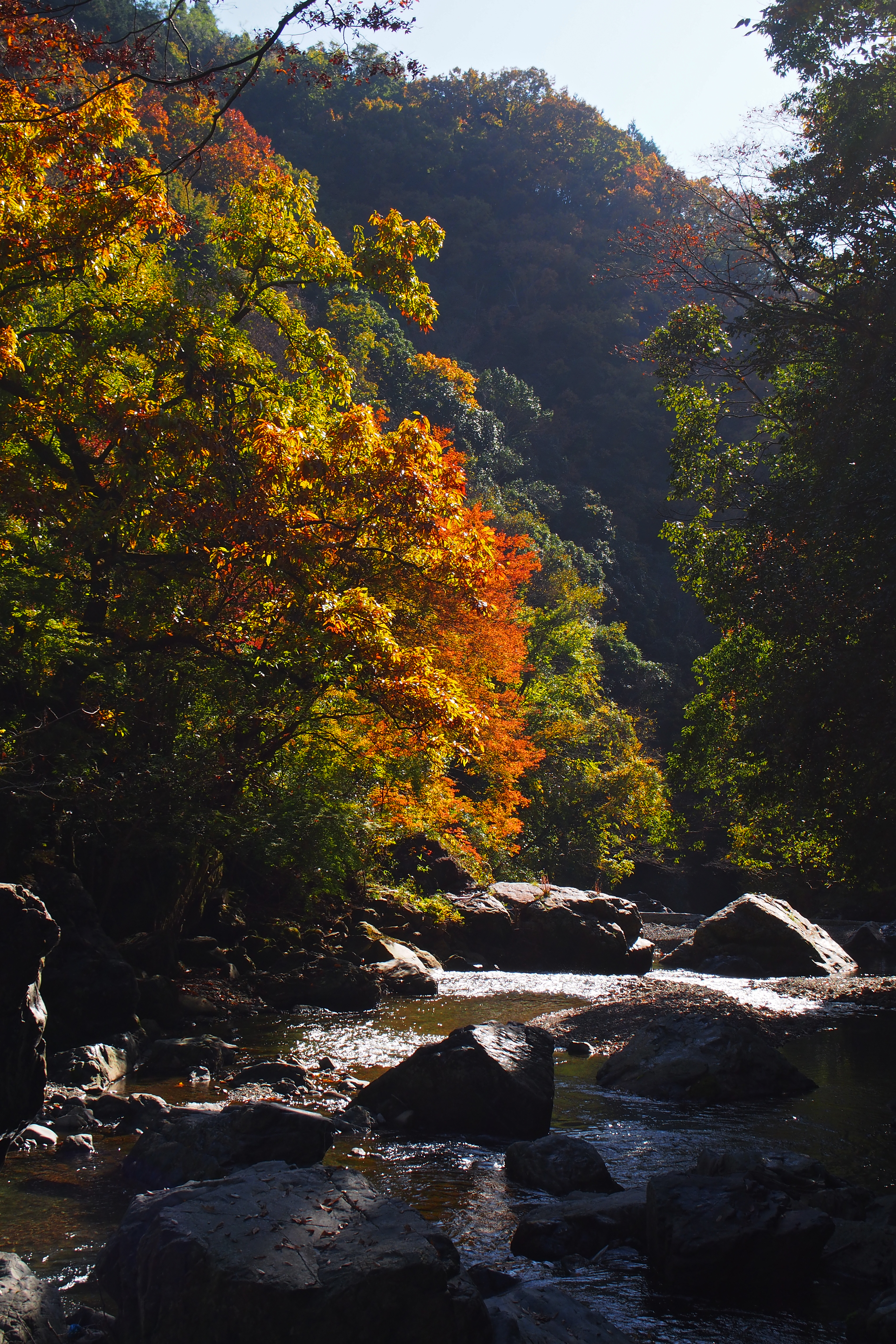
紅葉
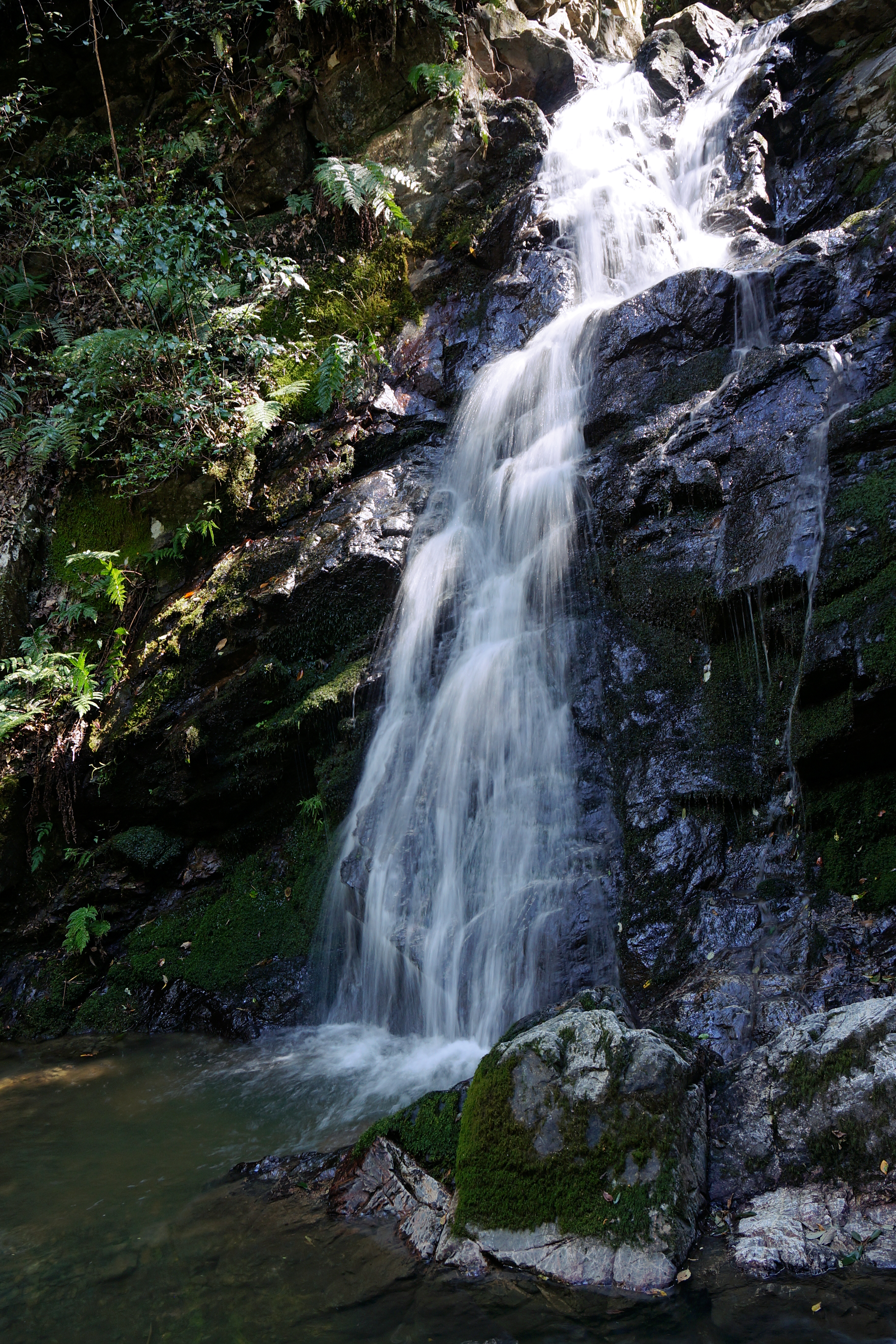
白滝
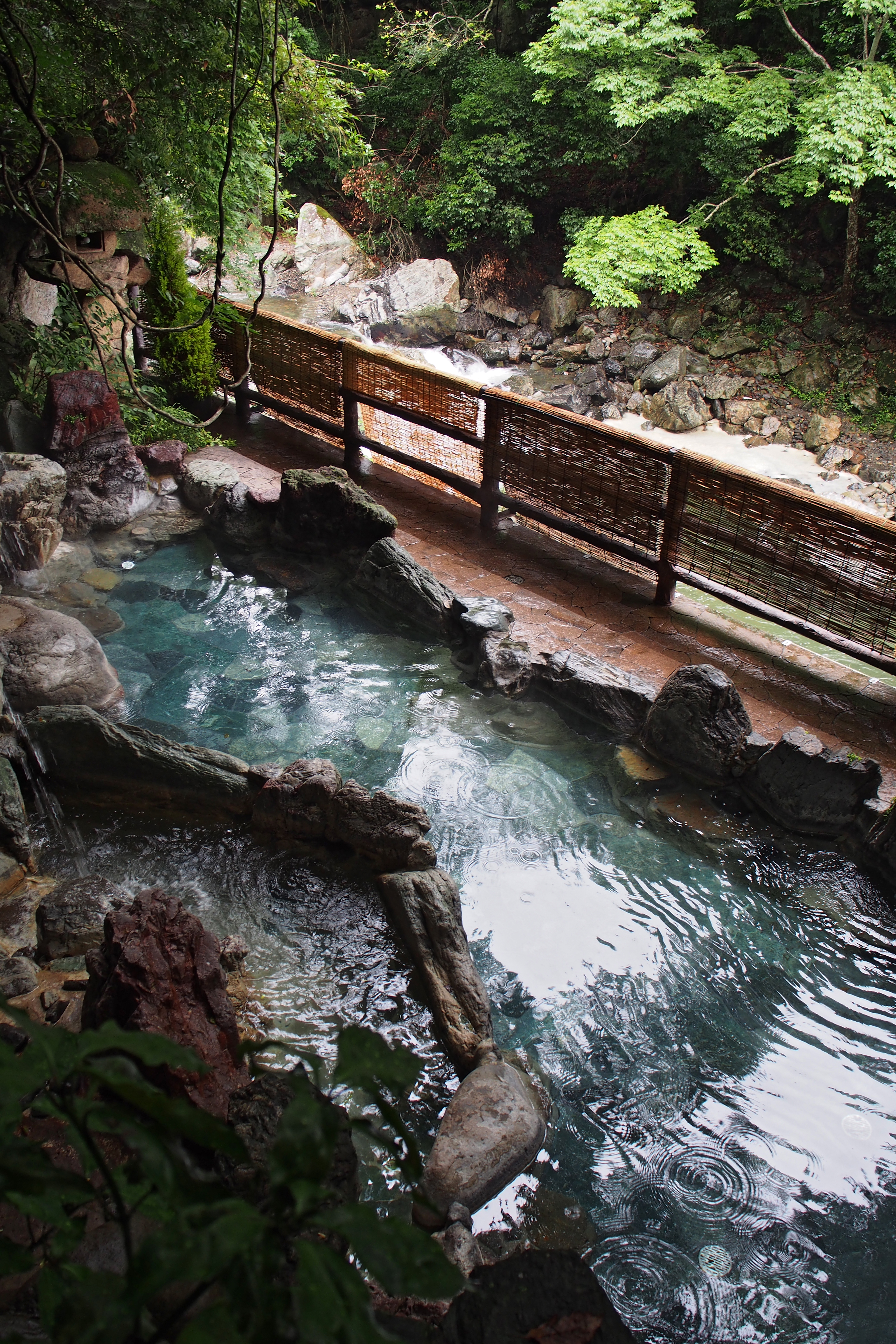
峡谷沿いの露天風呂

- 三好長慶公顕彰碑 - 令和3年5月23日に摂津峡桜公園内に建立 - 令和3年5月25日に三好芥川城の会、三好長慶顕彰碑建立委員会から大阪府高槻市へ三好長慶顕彰碑を寄贈
- 白滝 - 高さ15メートル[3]、幅5メートルの小さな滝
- 山口誓子句碑 (流蛍の自力で水を離れ飛ぶ) - 渓谷沿いに昭和42年建立
- 屏風岩
- 亀の岩
- 夫婦岩
- 八畳岩
- 行者岩
- 行者橋
- 高槻市立摂津峡青少年キャンプ場・第2キャンプ場
- 摂津峡桜広場 - 摂津峡公園内にある公園。隣接して「やすらぎの森」と売店、イタリアンレストラン【キッチンスヌーグ】がある。

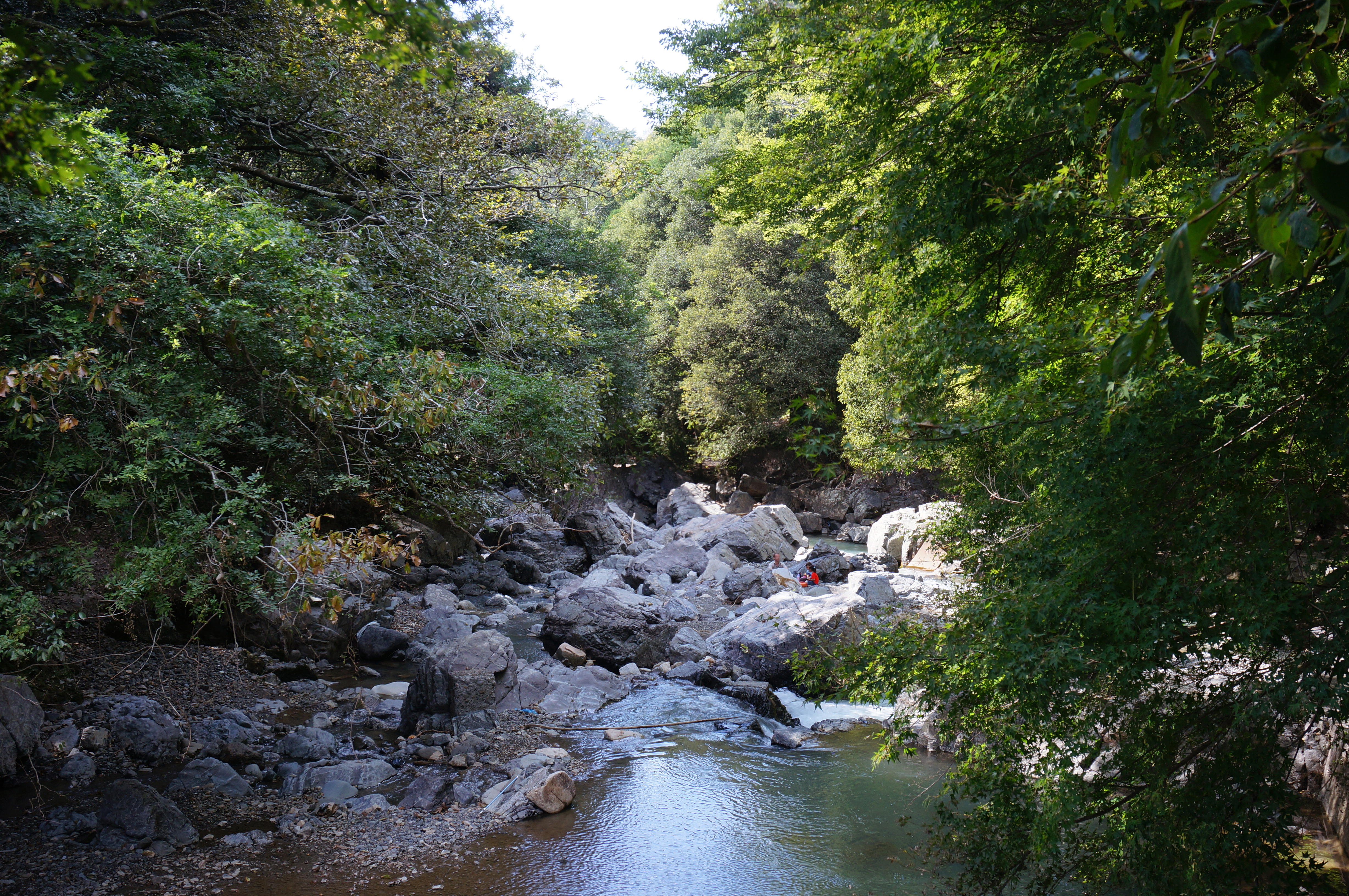
渓谷沿いの風景
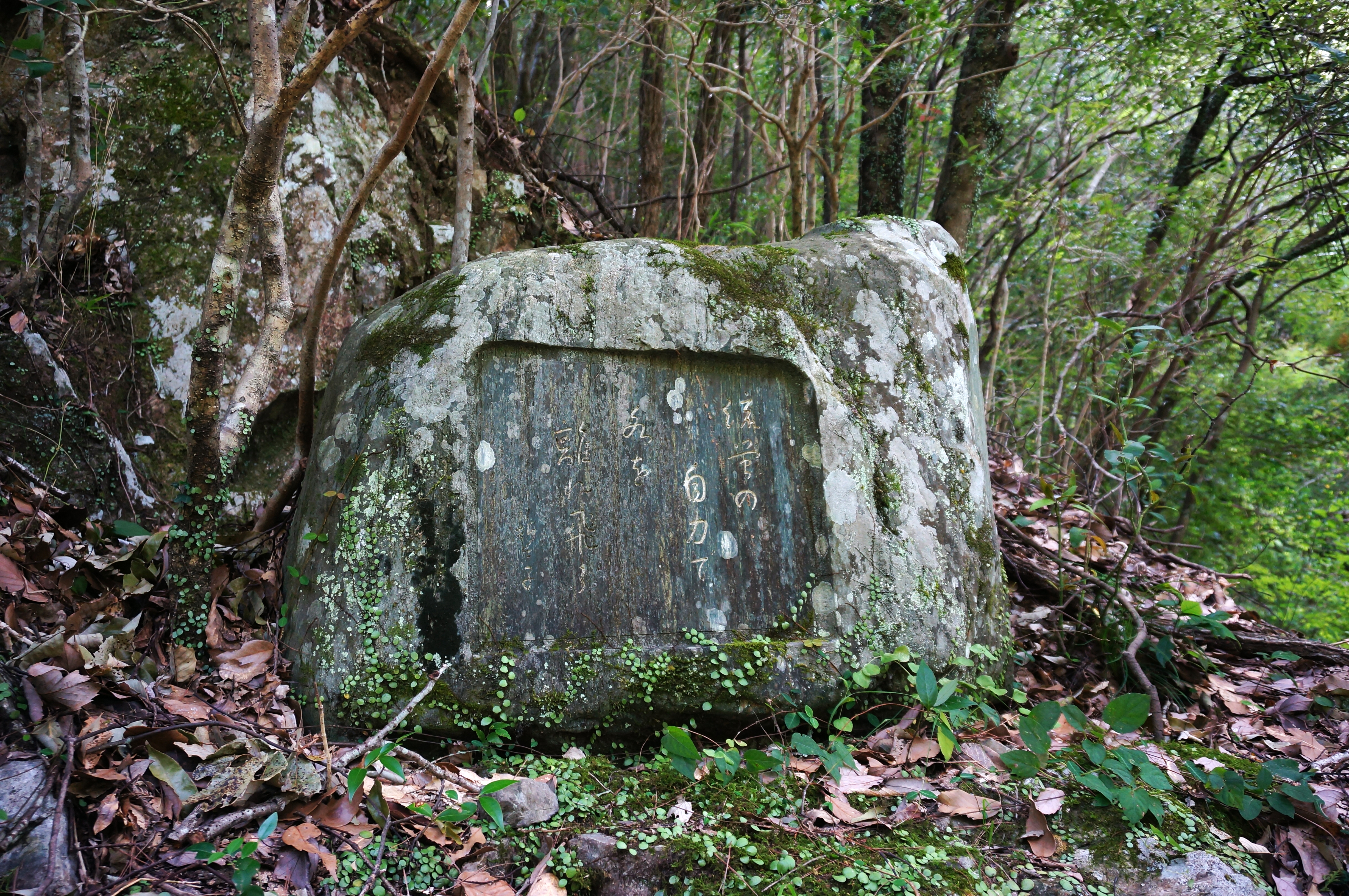
山口誓子句碑
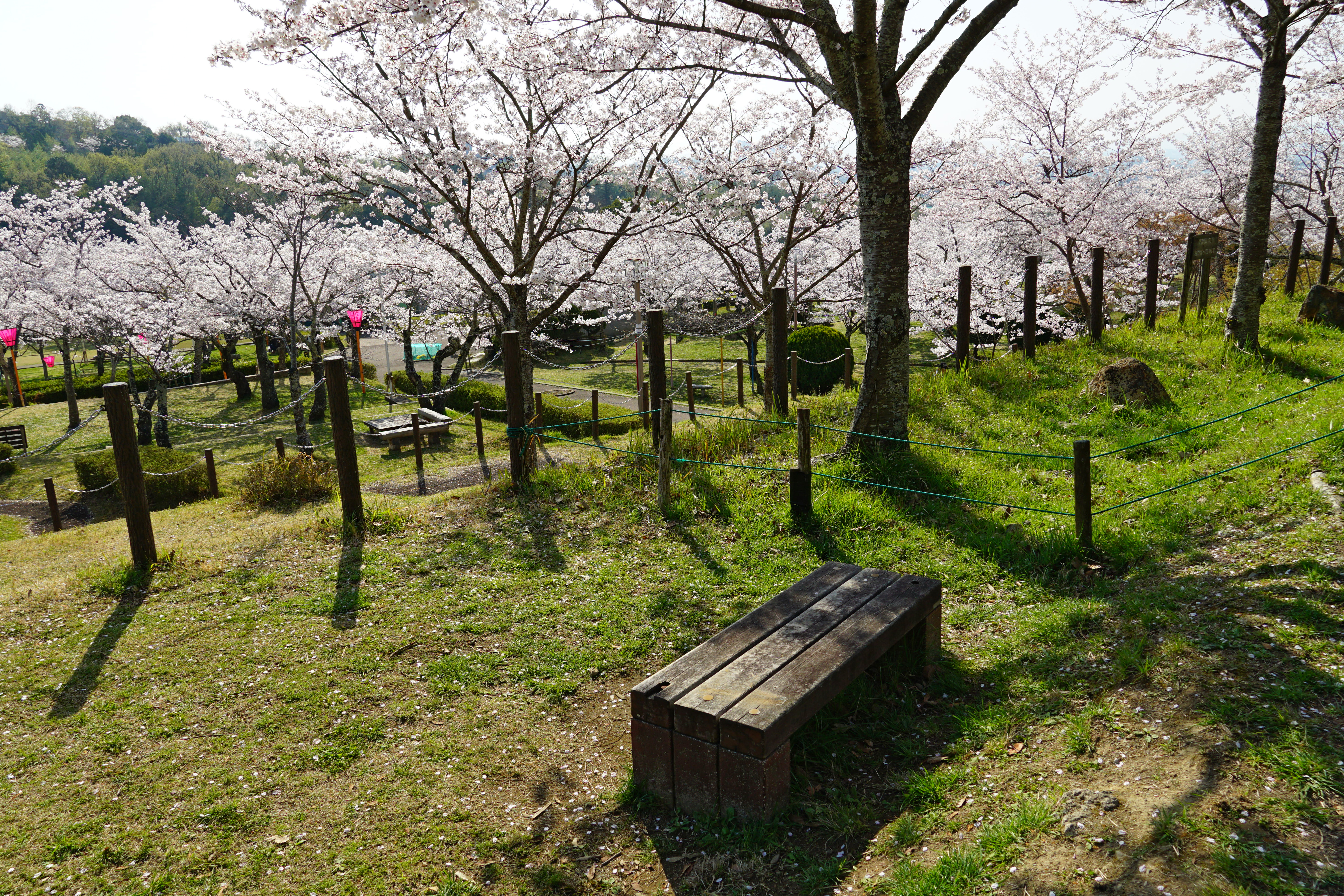
摂津峡桜広場
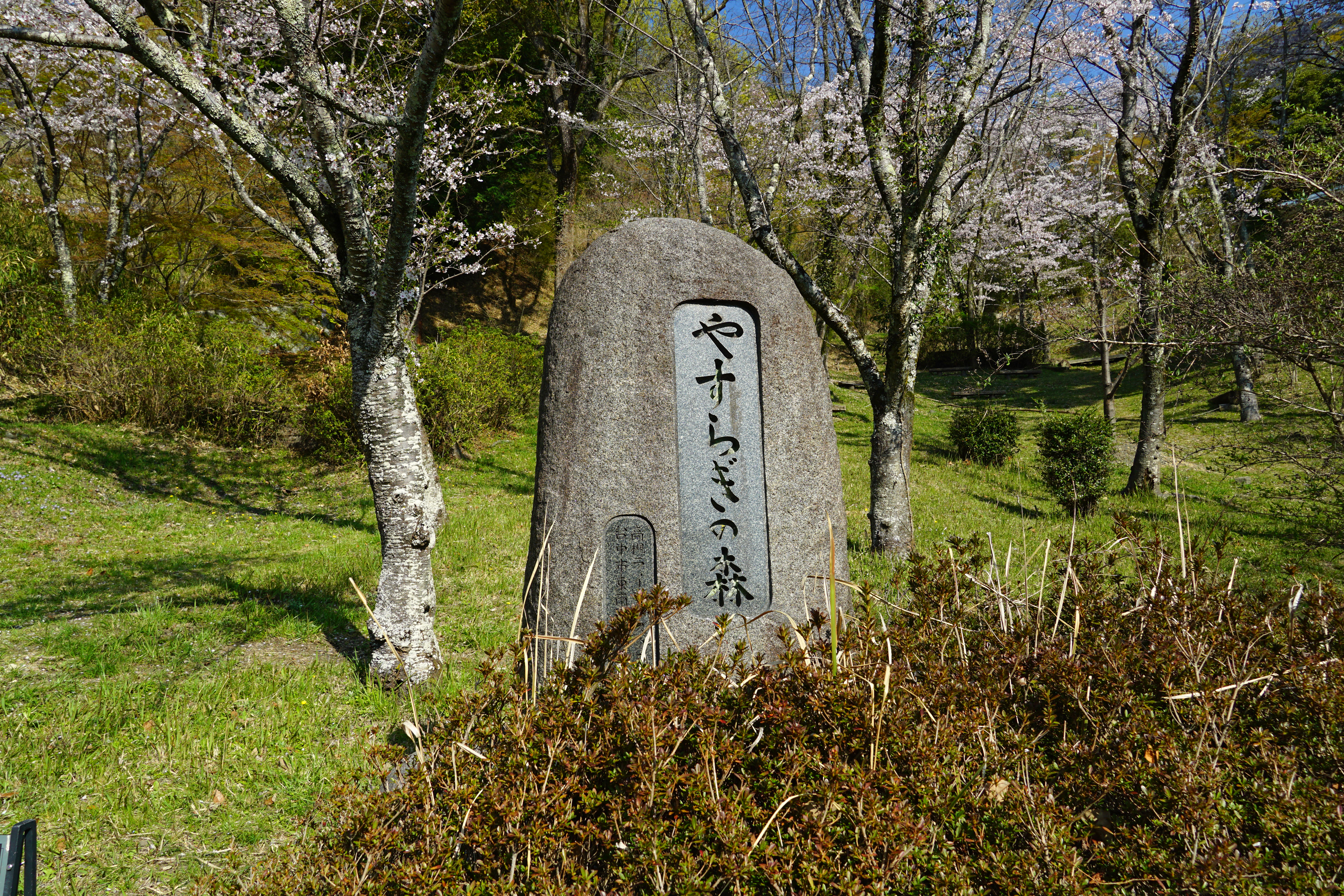
やすらぎの森
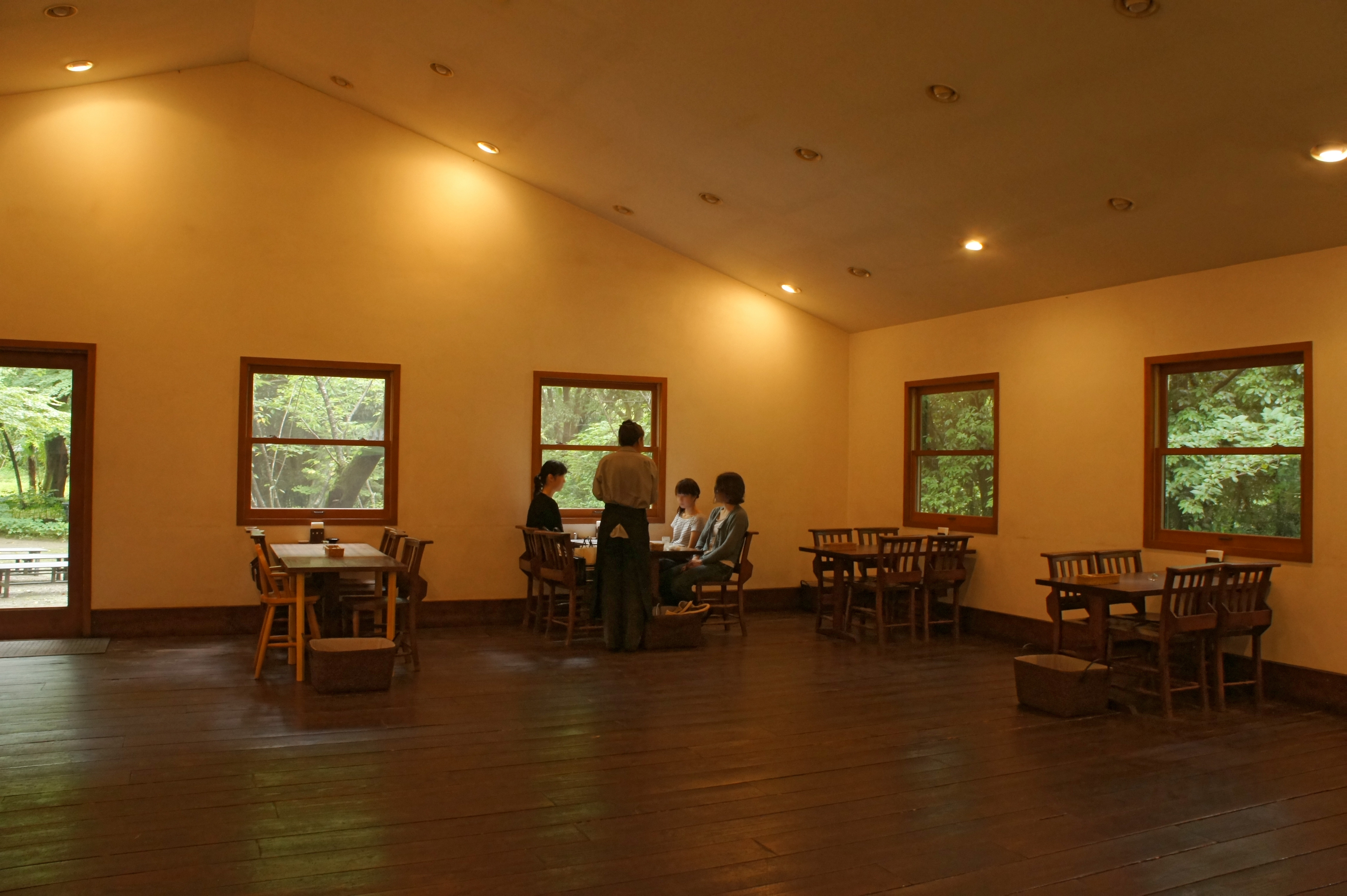
Kitchensnug

- 紅葉
- 白滝
- 峡谷沿いの露天風呂

## 交通アクセス
高槻市営バス
- JR高槻駅北口より ①「上の口」・「原大橋」 ②「樫田方面」行きで20分、「上の口」下車、徒歩15分で摂津峡上流玄関
- JR高槻駅北口より ⑤「関西大学」行きで17分、「西之川原橋」下車、徒歩7分で摂津峡桜広場
- JR高槻駅北口より ②「塚脇」・「下の口」行きで約15分、「塚脇」で下車、徒歩10分で摂津峡桜広場。
- 但し下の口行きは平日の10時32分と11時32分の二便のみ運行。下の口下車スグ。

## 周辺
- 芥川山城跡 - 渓谷の東岸（石垣が最古と言われる、今だ人気のあるスポット）
- 平安女学院大学高槻キャンパス（下の口から徒歩10分）
- あくあぴあ芥川（高槻の自然が分かる博物館）
- 関西大学高槻キャンパス（アイススケートリンクが西の口にある）（徒歩20分）
- 萩谷総合公園
- 今城塚古代歴史館（車で20分）
- 神峰山寺（車で20分）
- 高槻森林観光センター（車で35分）
- 高槻しいたけセンター・森林観光センター内（車で35分）
- ハニワ工場公園（車で20分）
- 上の池公園（車で15分）

## 関連事項
- 摂津峡花の里温泉
- 北摂山系
- 三好山(芥川山城跡)
- 三好芥川城の会